# Cormeilles, Eure
Cormeilles là một xã thuộc tỉnh Eure trong vùng Normandie miền bắc nước Pháp.

## Huy hiệu
| Arms of Cormeilles | The arms of Cormeilles are blazoned: Gules, a stag Or. |